# Ulmeni
Ulmeni (abans Șilimeghiu; hongarès: Sülelmed; alemany: Ulmendorf) és una ciutat del comtat de Maramureș, a Crișana (Romania). Es troba a la riba esquerra del riu Someș. Va ser declarada ciutat el 2004. La ciutat administra set pobles: Arduzel (Szamosardó), Chelința (Kelence), Mânău (Monó), Someș-Uileac (Szilágyújlak), Tohat (Szamostóhát), Țicău (Szamoscikó) i Vicea (Vicsa).
El 2011 hi vivien 7270 habitants. El 53,6% eren romanesos, el 23,7% hongaresos i el 22,5% gitanos. El 2002, el 69,5% eren ortodoxos romanesos, el 23,2% reformats, el 4% pentecostals, l'1% greco-catòlica, el 0,5% catòlic i l'1,3% van declarar pertànyer a una altra religió.

## Galeria

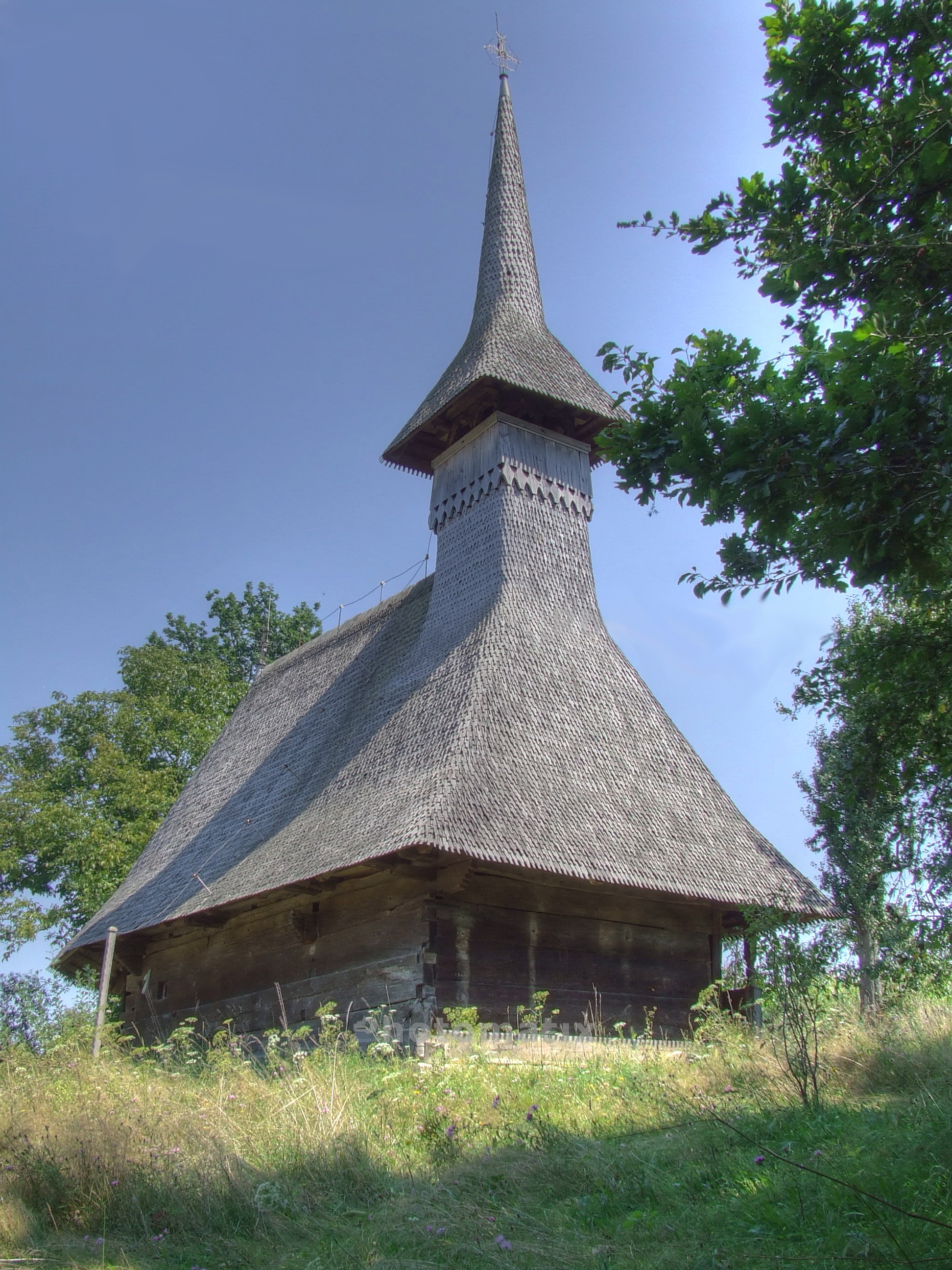
Església de fusta a Arduzel
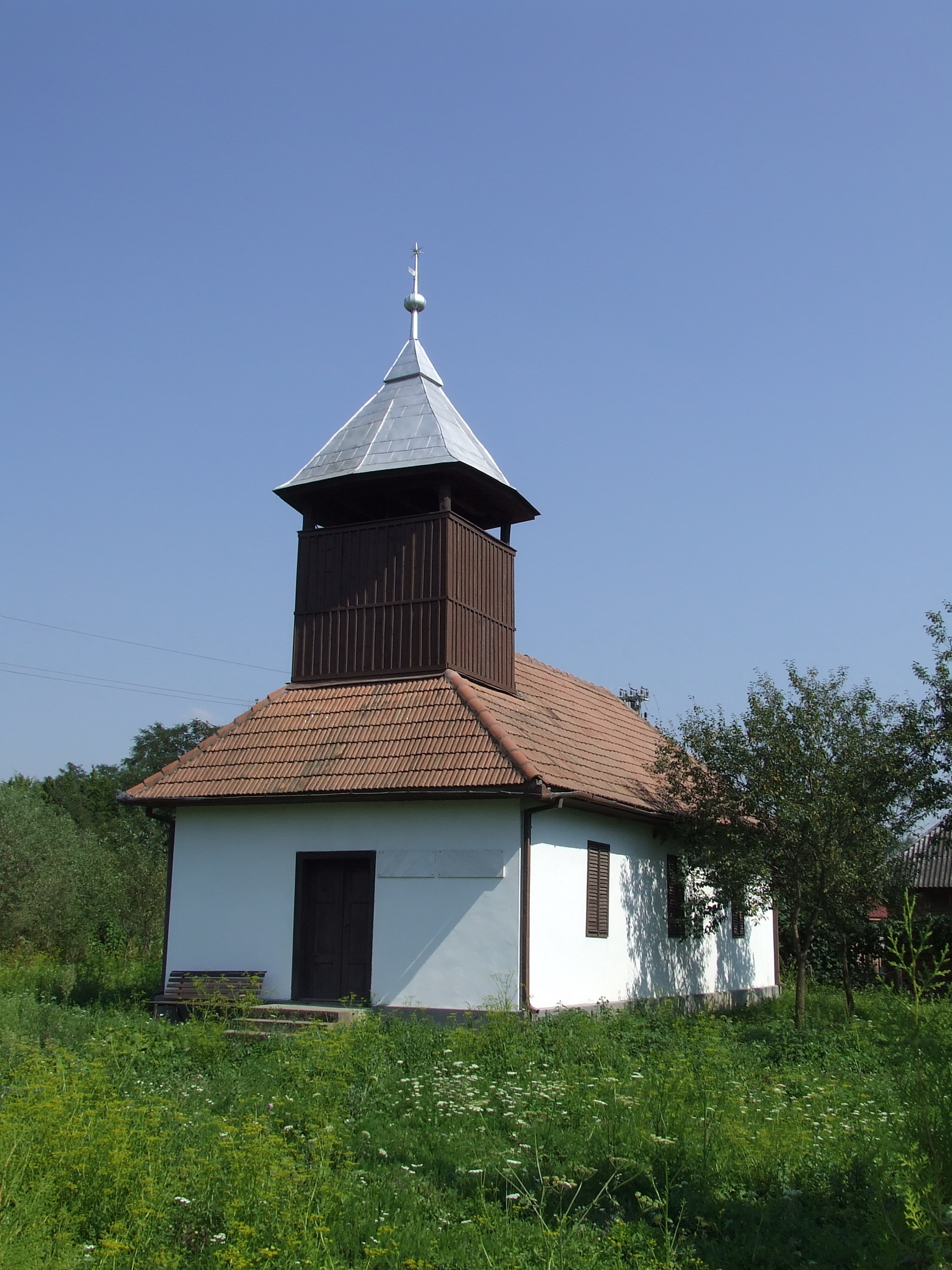
Església de fusta a Someș-Uileac (Reformada)
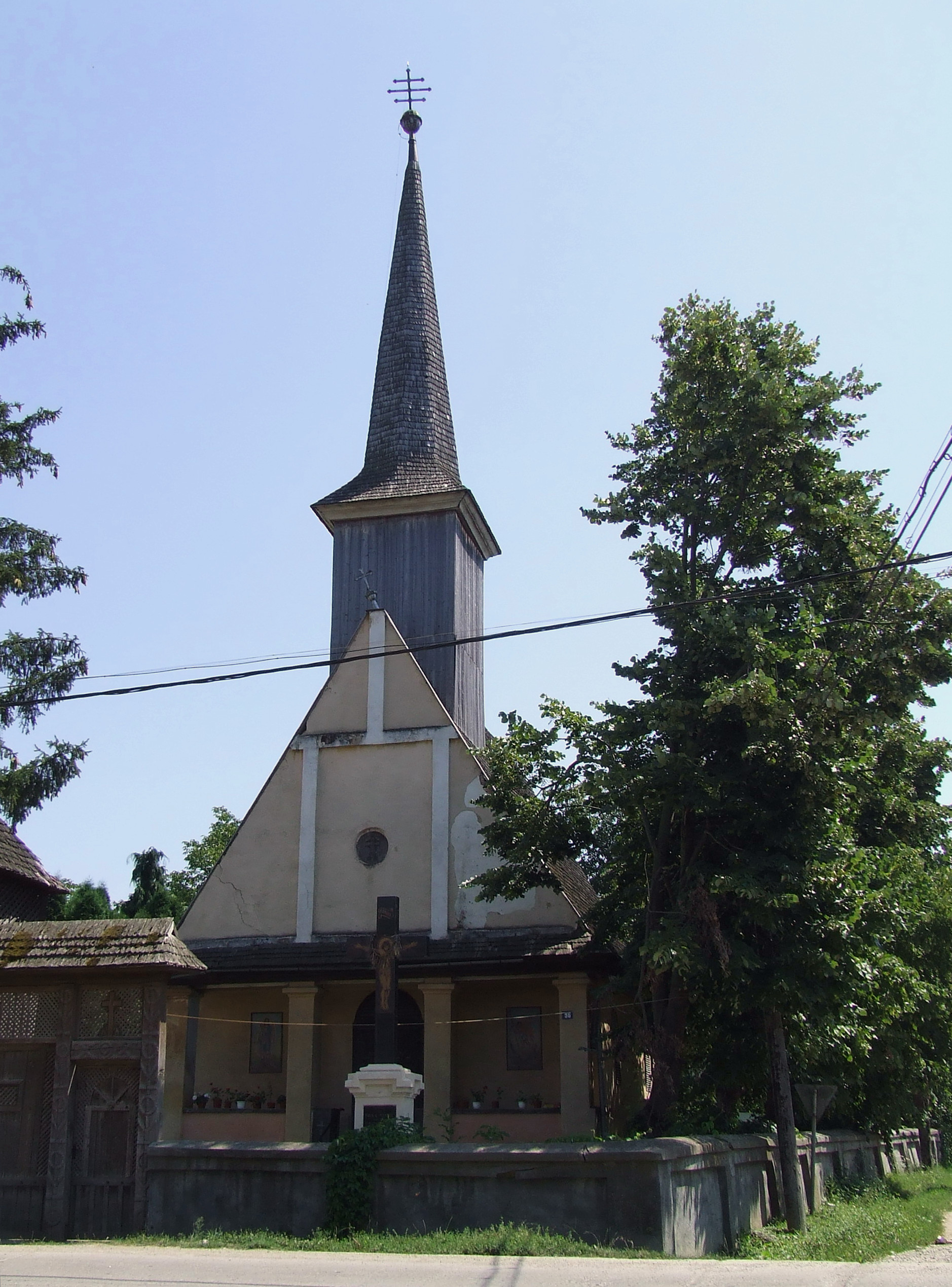
Església de fusta a Ulmeni